# Числиев, Давид Георгиевич
Давид Георгиевич Числиев (22 сентября 1879, Нахичевань-на-Дону — 2 января 1970, Москва) — русский и советский архитектор. Работал в Тифлисе, Москве, Сочи.

## Биография
Родился 22 сентября 1879 года в Нахичевани-на-Дону (ныне в составе Ростова-на-Дону). В 1909 году окончил Рижский политехнический институт со званием инженера-архитектора.
В 1910 приехал в Тифлис, работал на разных должностях. Выполнял частные заказы. С 1912 по 1918 год работал в архитектурно-строительном отделе Тифлисской городской управы. В 1921 году стал заместителем директора при Комитете государственных сооружений. Занимал должность главного архитектора Тифлиса. В 1926 году занимался восстановлением Ленинакана после землетрясения, занимал должность начальника работ и главного архитектора проектной мастерской по восстановлению города. Использовал новый строительный материал — артикский туф, организовал его промышленную добычу.
С 1934 года жил и работал в Москве. Занимал должности главного инженера, архитектора и заместителя директора Сочи-Мацестовской группы на побережье Чёрного моря. Выполнял работы по перепланировке и реконструкции города Сочи (включая строительство санаториев и дач).
В 1948 году вышел на пенсию. Занимался научными исследованиями в области эстетики. Умер 2 января 1970 года. Похоронен на Армянском кладбище в Москве.

## Известные работы
Проект Католического храма

### Тифлис
здание «Дома офицеров» на проспекте Руставели.
д. 42 — здание издательства «Заря Востока» (1926—1929) на проспекте Руставели
Улица Галактиона Табидзе, д. 17 — бывший дом А. В. Кусикова
Жилые дома на улице Георгия Цабадзе (1926—1928)

### Москва
Гоголевский бульвар, д. 27 — жилой дом (1933), ценный градоформирующий объект.

### Сочи
Ресторан на горе Ахун.